# شیء یادگیری
یک شیء یادگیری (به انگلیسی: Learning object) «مجموعه‌ای از محتوا، تمرین و موارد ارزیابی است که بر اساس یک هدف یادگیری واحد ترکیب می‌شوند.» این اصطلاح به وین هاجینز نسبت داده شده‌است و در سال ۱۹۹۴ توسط یک گروه کاریبا این نام انجام می‌شود.
مفهوم موجود در اشیاء یادگیری با اصطلاحات متعدد دیگری ارتباط دارد، از جمله: اشیاء محتوا، تکه‌ها، اشیاء آموزشی، اشیاء اطلاعاتی، اشیاء هوشمند، بیت‌های دانش، اشیاء دانش، مؤلفه‌های یادگیری و محتواهای چندرسانه‌ای.

## تعاریف
انستیتوی مهندسان برق و الکترونیک (IEEE) یک شیء یادگیری را «هر موجودیتِ دیجیتالی یا غیر دیجیتالی که ممکن است برای یادگیری، آموزش یا تمرین استفاده شود» تعریف می‌کند.